# Kathy Savelina
Kathy Savelina (sinh ngày 29 tháng 10 năm 2003) là một diễn viên nhí người Úc. Cô là chị gái của người mẫu nhí Jessica Lee, cô được mệnh danh là phiên bản nhí của Katy Perry